# Luciano Fancelli
Luciano Fancelli (Foligno, 10 aprile 1928 – Terni, 24 gennaio 1953) è stato un fisarmonicista e compositore italiano.

## Biografia
Luciano Fancelli è figlio del violinista Enrico Fancelli e della pianista Luigina Barbi, originari di Capodacqua di Foligno. 
Luciano inizia a studiare pianoforte a 8 anni con la madre. Ma ha un interesse anche per il disegno e la geometria tanto che i genitori decidono di iscriverlo ad un istituto Tecnico di Terni, dove frattanto la famiglia si è trasferita per ragioni di lavoro.
Con l'inizio della seconda Guerra mondiale e durante lo sfollamento, i Fancelli tornano a Capodacqua di Foligno. Qui Luciano riceve in prestito dal medico del paese una fisarmonica a 120 bassi a cui Luciano si dedica con grande impegno. 
Nonostante la giovane eta', a 16 anni Luciano Fancelli entra a far parte dell'orchestrina da ballo Fancelli, fondata dai genitori, attiva a Foligno nell'immediato dopoguerra.
Nel frattempo si dedica alla composizione, pubblicando per la Ricordi, la Berben, la Campi e altre case musicali.
La canzone Non così, su versi del paroliere Gian Carlo Testoni, ebbe un particolare successo, eseguita anche dall'orchestra Angelini.
Il successo del debutto alla radio, nel 1947, spinse la Rai ad affidargli le rubriche Voci e strumenti in libertà e Luciano Fancelli e la sua fisarmonica.
Alla fine degli anni '40 vince il primo premio al concorso internazionale di Stradella e nel 1950 il primo premio al concorso nazionale di Ancona. Pubblica in questo periodo il valzer “Stranezze” e le tre impressioni “Acquarelli Cubani”, “Ciri” e “Dieci chilometri al finestrino”.
Come fisarmonicista spaziò dalla musica classica alla musica leggera e al jazz, mettendo a punto alcune migliorie tecniche destinate a essere industrializzate e implementate sulle moderne fisarmoniche.
Morì giovanissimo il 24 Gennaio 1953 a soli 24 anni a causa di una setticemia originatasi da un mal di gola.

## Canzoni
- Non così
- Maggiu de lu scarpone (canzone del Cantamaggio ternano del 1949)

## Composizioni per fisarmonica
- 10 km al finestrino
- Ciri
- Acquarelli cubani
- Echi della Versilia
- Cartoni animati
- Un giorno a Tolosa
- Pupazzetti
- Stranezze
- Helzapopping
- Au revoir Madamoiselle
- Il presepe
- Taxi
- Figlio ti ascolto
- Basta con le sambe
- Temi da concerto
- Toccata e fuga in re minore di J. S. Bach (trascrizione)

## Incisioni discografiche
- Sinequanon Akkordeon Ensemble, Luciano Fancelli, 2003